# Lyssia
Lyssia là một chi bướm đêm thuộc họ Noctuidae.